# St. Veit und St. Martin (Steinbach)

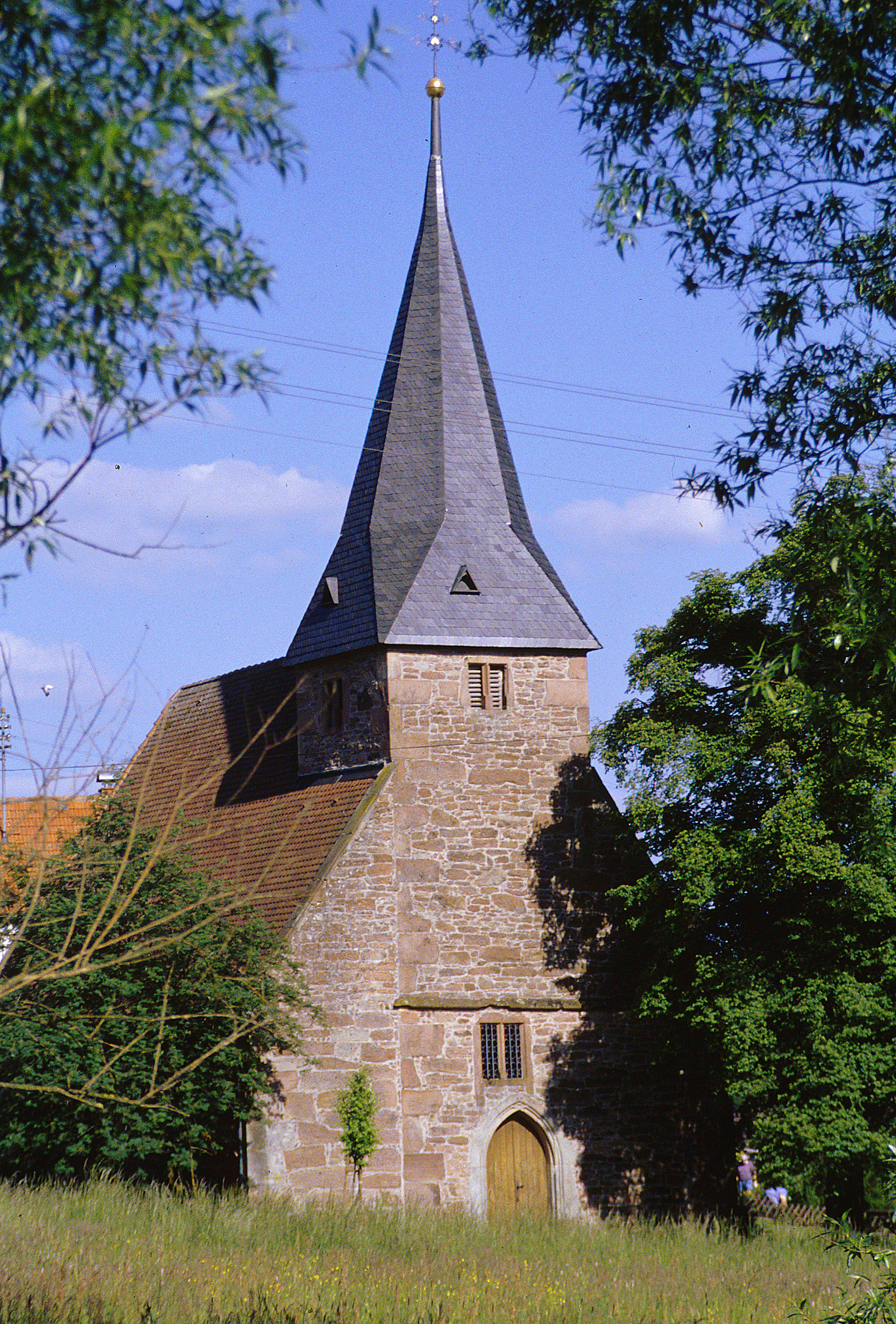
Kapelle St. Veit und St. Martin in Steinbach

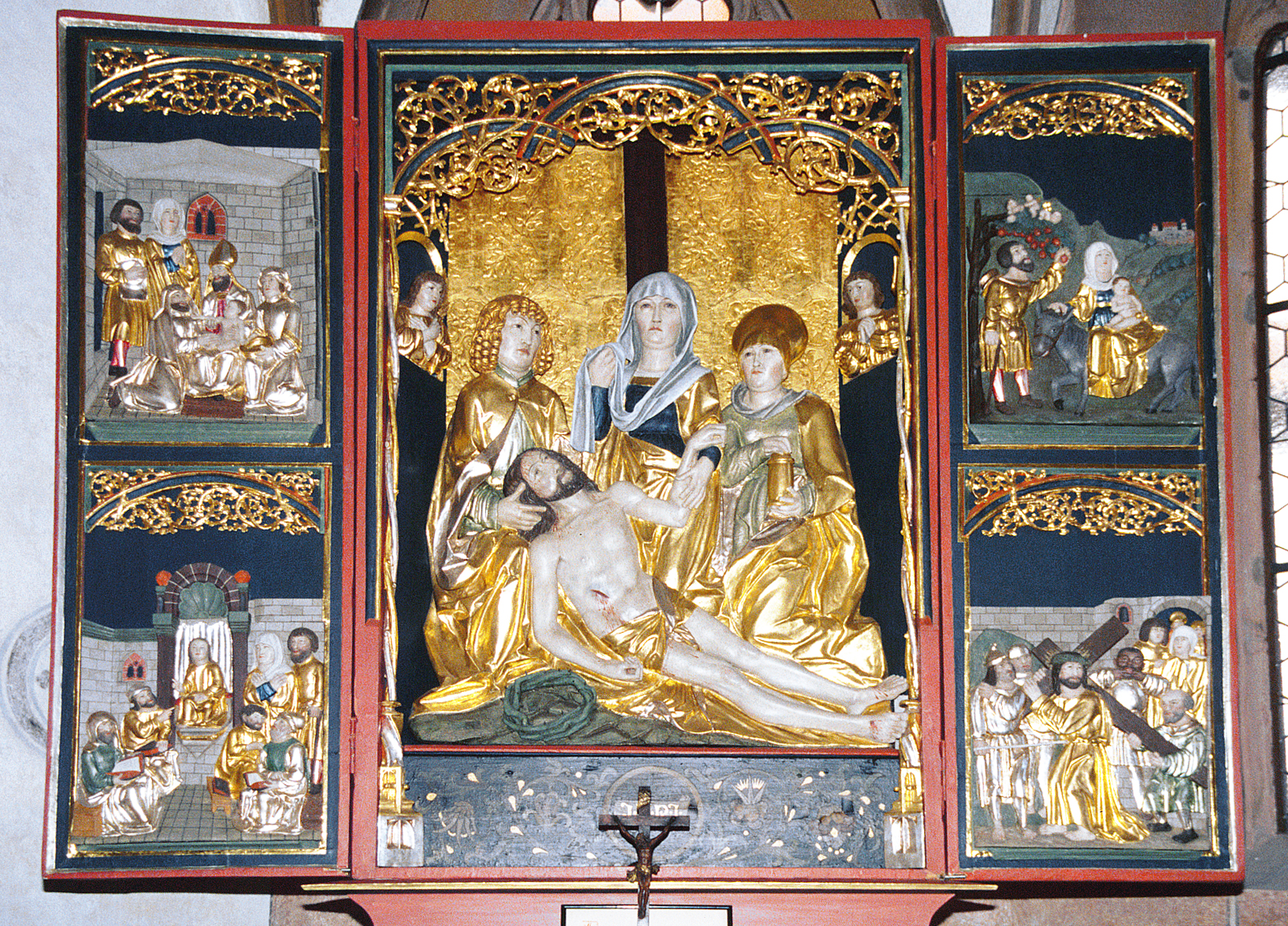
Altar in der Martinskapelle Steinbach

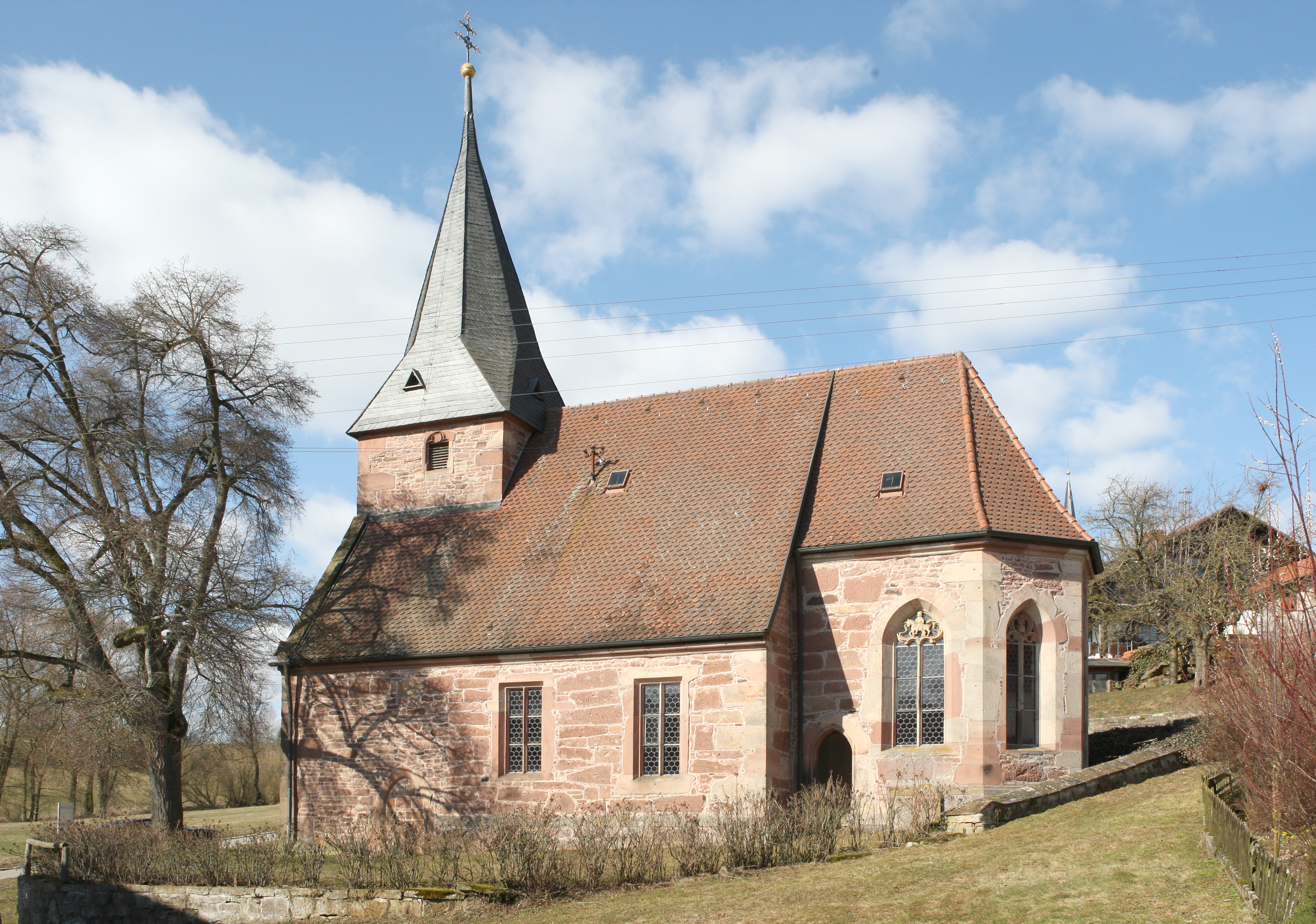
Kapelle St. Veit und St. Martin in Steinbach

Die Kapelle St. Veit und St. Martin, auch „Alte Martinskapelle“ genannt, wurde 1494 erbaut. Bis dahin hatte Steinbach (heute Ortsteil von Mudau) kein eigenes Gotteshaus. Die Genehmigung zur Errichtung einer Kapelle wurde vom Kloster Amorbach bereits mit Urkunde vom 6. August 1407 erteilt. Jedoch wurde mit dem Bau erst Ende des 15. Jahrhunderts begonnen. Der älteste an der Kapelle gefundene Hinweis ist „1494 in die post Viti“, das heißt 1494, am Tag nach dem Fest des heiligen Veit, also der 16. Juni 1494. Diese Zahl befindet sich an der südlichen Öffnung des Turmes. Erbauer ist Johannes Eseler – genannt Hans von Amorbach – aus der berühmten Steinmetz-Sippe der Eseler von Alzey.
Die Kapelle besteht aus einem Turm, einem einschiffigen spätgotischen Langhaus aus Bruchsteinen mit teils ungewöhnlich großen Quadern und einem netzgewölbten Chor. Wie alle Gotteshäuser aus dieser Zeit ist das Kirchlein von Westen nach Osten orientiert. In den Südfenstern befinden sich gotisches Maßwerk und Steinbilder von St. Martin und St. Veit.
Das Gotteshaus wurde 1514 vergrößert, und 1703 wurde im Langhaus eine Stuckdecke eingezogen und eine Holzempore errichtet, die aber wieder abgetragen wurde. Die steinerne Kanzel von 1564 befindet sich heute in der ab 1897 neu erbauten St. Martinskirche.
Der Altar-Aufsatz des Hochaltars hat zwei Flügel und wurde nach Ansicht von Experten um 1510 in einer mainfränkischen Werkstatt geschnitzt. Er ist der Schmerzhaften Muttergottes geweiht und zeigt Szenen aus der Leidensgeschichte Jesu. Sie erinnern in der Art der Darstellung an Arbeiten des Bildhauers und -schnitzers Tilman Riemenschneider. Der Altar wurde seit 1977 restauriert und erst 1990 wieder in der Kapelle aufgestellt.
Außer diesem Altar birgt die Kapelle noch zwei Barock-Seitenaltäre aus dem 18. Jahrhundert mit zwei Skulpturen. Während in der Dokumentation über die Restauration von römischen Legionären die Rede ist, vermuten Experten, dass es sich um die Klosterheiligen aus Amorbach, Simplicius und Faustinus, handelt. Die Kirchenrechnung von 1710 verzeichnet u. a.: „…24 Gulden dem Bildhauer von Amorbach für die Statuen der heiligen Simplicius und Faustinus, 15 Kreuzer Trägerlohn.“.
Lange Zeit diente die Kapelle den Steinbacher und Rumpfener Gläubigen als Kirche. Nach der Erhebung Steinbachs zur selbständigen Pfarrei mit den Filialen Rumpfen und Stürzenhardt am 23. März 1871 wurde eine größere Kirche erforderlich. Diese wurde von August 1897 bis August 1899 unter Pfarrer Honikel durch den Erzbischöflichen Bauinspektor Ludwig Maier aus Heidelberg und Maurermeister Karl Krieger aus Stein am Kocher erbaut, nur wenige Meter von der alten Martinskapelle entfernt.